# مسجد عثمان (فرنسا)
مسجد عثمان مسجد جديد يقع في جنوب شرق فرنسا في ضاحية فيلوربان الواقعة بالقرب من مدينة ليون, أفتتح في يوم الأول من شهر نيسان 2006 ، وهو مبني على مساحة تقدر بـ 1200 متر مربع وهو مكون من ثلاث طوابق مبنية على الطراز الغربي خصص أحدها ليكون مكتبة ضخمة وآخر ليكون مدرسة خاصة لتعليم العربية ومبادئ الدين الحنيف لأطفال المسلمين، إضافة إلى المصلى الرئيسي، وهناك طابق آخر تحت الأرض مخصص كموقف للسيارات، ويتسع هذا المسجد لحولي 1500 مصلي.
تم تمويل بناء هذا المسجد من قبل مسلمي فرنسا حيث بلغت التبرعات حوالي مليون يورو والذي أشرفت على تشييده الجمعية الثقافية الإسلامية بفرنسا منذ عام 2002، حيث بدأ في تشييد المسجد في تموز 2003.